# Helge Krog

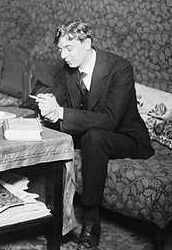
Helge Krog 1919.

Helge Krog född 9 februari 1889 i Kristiania, död där  30 juli 1962, var en norsk författare, journalist och dramatiker. 

## Biografi
Krog medarbetade på litteratur- och teateravdelningen i Tidens Tegn, Arbeiderbladet med flera tidningar. Ett urval av hans kritiska artiklar utgavs som Meninger om bøker og forfattere (1929). Som dramatiker skapade han verk som Det store Vi (1919), Kjærlighetens farce (1919, tillsammans med Olaf Bull), Jarlshus (1923), Paa solsiden (1927), Blaapapiret (1928), Konkylien (1929) och Underveis (1931), samtliga uppförda på Nasjonalteatret i Oslo.
Hans pjäs På solsiden filmatiserades 1935 och 1956, se På Solsidan respektive På solsiden.